# Назаров, Андрей Геннадьевич
Андрей Геннадьевич Назаров (род. 28 апреля 1970, Баймак, Башкирская АССР) — российский политик и общественный деятель, сопредседатель Общероссийской общественной организации «Деловая Россия». Премьер-министр Правительства Республики Башкортостан (с 17 сентября 2020 года), специальный представитель Главы Республики Башкортостан по инвестиционному сотрудничеству, кандидат политических наук. Исполнительный сопредседатель Автономной некоммерческой организации «Центр общественных процедур „Бизнес против коррупции“». Председатель Башкортостанского регионального отделения Ассоциации юристов России. Председатель правления Фонда ЯМЭФ. На посту председателя правления Фонда ЯМЭФ Андреем Назаровым был организован и проведен ряд деловых встреч с иностранными инвесторами по привлечению иностранных инвестиций в Республику Крым.

## Биография
Родился 28 апреля 1970 года в городе Баймаке Башкирской АССР. Мать Назарова была бухгалтером, отец — шофёром. Он был долгожданным ребенком — до его появления мать и отец пытались стать родителями шесть раз. Чуть позже у него родилась сестра Светлана.
Окончил среднюю общеобразовательную школу № 6 города Сибая. Отец Назарова скончался, когда его сыну было 16 лет. С этого момента Андрей начал работать водителем и одновременно поступил в Сибайский горно-обогатительный техникум на специальность «Техническое обслуживание и ремонт автомобилей», который окончил в 1988 году. По окончании учёбы женился на подруге детства Ларисе. В 1989-м у них родился сын Денис.
В мае 1995 года окончил Казахскую государственную академию управления (бывший Алма-Атинский институт народного хозяйства) по специальности «Экономика и управление в торговле и общественном питании». Часто совершая по учебным делам поездки в Казахстан, Назаров с друзьями основал компанию «БашКазРос», которая занималась поставками в Россию продуктов и товаров народного потребления.
В 1998 году Назаров был избран депутатом городского Совета г. Сибая по 11 избирательному округу и стал самым молодым депутатом городского совета города, а в 1999 году основанная им компания «Башкирский торговый дом» получила на общественных началах статус представительства Башкортостана в Магнитогорске, также стала дилером Магнитогорского металлургического комбината. Позже Назаров развернул в Уфе, Стерлитамаке, Салавате и других городах сеть баз по приему металлолома.
В 2001 году Назаров стал председателем правления Башкирского торгово-промышленного союза, который в годы его руководства взял курс на ускоренное развитие предпринимательства на основе взаимодействия с различными государственными и акционерными структурами. Этот пост он занимал до 2006 года.
В 2002 году окончил Башкирскую академию государственной службы и управления при президенте Республики Башкортостан (специальность — «Стратегический менеджмент»). В 2003 году был избран депутатом Государственного Собрания — Курултая Республики Башкортостан.
В 2005 году был избран председателем Ассоциации организаций предпринимательства Республики Башкортостан. С 2007 г. по 2011 г. — депутат Государственной Думы Федерального Собрания Российской Федерации пятого созыва, избран в составе федерального списка кандидатов, выдвинутого Всероссийской политической партией «Единая Россия» (региональная группа № 3 / Республика Башкортостан). Член фракции «Единая Россия». В период законотворческой работы избран первым заместителем председателя Комитета Государственной Думы по гражданскому, уголовному, арбитражному и процессуальному законодательству.
В 2008 году журналист Андрей Караулов в своей программе «Момент истины» на ТВЦ показал сюжет об уголовном прошлом депутата Госдумы. Почтальон Гульнара Гайсина из Cибая рассказала о том, как в 1986 году её, студентку педагогического училища, затащили в подвал, избили и изнасиловали трое местных парней, в числе которых был и Андрей Назаров. Женщина утверждала, что чиновник в дальнейшем скрыл этот факт из своей биографии, воспользовавшись связями. Депутат Госсобрания Башкортостана Михаил Бугера под впечатлением увиденного сюжета призвал народных избранников рассмотреть возможность отзыва Андрея Назарова из Госдумы.
В апреле 2008 года на учредительном заседании, собравшем делегатов всех основных бизнес-объединений Республики Башкортостан, единогласно был избран председателем Координационного совета организаций предпринимательства Республики Башкортостан. В 2009 году окончил Магнитогорский государственный технический университет по специальности «Горные машины и оборудование», публично защитив дипломную работу на тему «Состояние и перспективы развития горных машин и оборудования в Российской Федерации».
В 2010 году компания «Новые краматорские заводы» купила 150 квартир в строящемся ЖК «Щитниковский лес» в подмосковной Балашихе. К тому моменту застройщик уже задерживал сроки ввода недвижимости в эксплуатацию. Башкирские инвестиции не помогли и «Гранель» в итоге перепродала квартиры организации «Союз застройщиков». Достраивать «Щитниковский лес» взялся в 2014 году еще один подмосковный девелопер — группа МИЦ.
Тем не менее «Гранель» в дальнейшем приобрела землю в Балашихе и запустили строительство жилых комплексов «Лесной городок» и «Алексеевская роща». Объекты были сданы в 2013 и 2015 годах соответственно. В дальнейшем «Гранель» укрепилась в статусе одной из самых быстроразвивающихся компаний России.
Также в 2010 году Назаров был назначен координатором НП «Центр социально-консервативной политики» партии «Единая Россия» по Приволжскому федеральному округу. Весной того же года избран заместителем председателя общероссийской общественной организации «Деловая Россия». С 23 декабря 2011 года — специальный представитель Президента Республики Башкортостан по вопросам инвестиционного сотрудничества. С 2014 г. по настоящее время — Сопредседатель общероссийской общественной организации «Деловая Россия».
С 2019 года и по 17 сентября 2020 года — Первый заместитель Премьер-министра Правительства Республики Башкортостан. С 17 сентября 2020 года — Премьер-министр Правительства Республики Башкортостан. В 2021 году занял 13 место в рейтинге самых богатых чиновников России по версии Forbes.
В июне 2023 году принял участие в Сабантуе Дюртюлинского района. Явившись в национальной тюбетейке Назаров заявил что знает татарский язык:

С большим удовольствием нахожусь сегодня здесь и признаюсь, давно хотел приехать сюда, чтобы опять оказаться на благодатной Дюртюлинской земле, которая мне дала язык. Здесь, в деревне Иванаево я жил с года до трех лет, и здесь научился говорить по-татарски. 

## Изнасилование несовершеннолетней
В 1986 году Сибайским ГОВД на Андрея Назарова было возбуждено уголовное дело 0024219 по статьям 117 (изнасилование) и 206 (хулиганство) УК РСФСР. В том году, Гульнару Гайсину, жительницу башкирского Сибая, изнасиловал и избил Андрей Назаров вместе со своими друзьями. Следствие шло почти два года и потом дело было передано в Баймакский районный народный суд Башкирской АССР. Суд признал его виновным, но назначил крайне мягкое наказание в виде трёх лет лишения свободы с испытательным сроком один год.

## Научная и педагогическая деятельность
Является одним из инициаторов процесса ужесточения законодательства по отношению к лицам, препятствующим законной предпринимательской деятельности, а также гуманизации уголовного законодательства в отношении предпринимателей (совместно с депутатом В. С. Груздевым в декабре 2009 года внес несколько законопроектов по изменению ряда статей главы 22 Уголовного кодекса Российской Федерации).
С 2006 года кандидат политических наук. Защита в Московском гуманитарном университете им. М. А. Шолохова
В 2006 году являлся слушателем курса «Право, политика, экономика и средства массовой информации» в рамках федеральных классов «Московской школы политических исследований»
В 2011 году диплом с отличием по специальности «Юриспруденция» Российской академии государственной службы при Президенте Российской Федерации.

## Награды и звания
Андрей Назаров награждён медалью в честь 850-летия Москвы (1997 г.),
памятным нагрудным знаком «За мужество и любовь к отечеству 1941—1945 г.г.» (2003 г.),
награждён Почётной грамотой Президента Российской Федерации (2009 г.),
почётной грамотой Правительства Российской Федерации (2010 г.), почётной грамотой Председателя Государственной Думы (2011 г.), медалью Столыпина П. А. II степени (2024).
Имеет благодарности от
Благодарность Президента Российской Федерации (2008 г.)
Председателя Государственной думы(2008 г.),
Председателя Правления Пенсионного фонда Российской Федерации, Благодарность Председателя Совета Федерации Федерального собрания Российской Федерации (2023).
С июня 2015 года является почётным гражданином города Сибая Республики Башкортостан.